# Africa Sports National
El Africa Sports National, más conocido simplemente como Africa Sports, es un club de fútbol de Abiyán, Costa de Marfil que milita en la Primera División de Costa de Marfil, categoría superior de fútbol del país.
Fundado en 1948, es uno de los equipos más populares del país junto al ASEC Mimosas. Fue el primer equipo de Costa de Marfil en ganar la Recopa Africana en 1992.

## Palmarés

### Torneos nacionales
- Primera División de Costa de Marfil (17): 1967, 1968, 1971, 1977, 1978, 1982, 1983, 1985, 1986, 1987, 1988, 1989, 1996, 1999, 2007, 2008, 2011
- Copa de Costa de Marfil (17): 1961, 1962, 1964, 1977, 1978, 1979, 1981, 1982, 1985, 1986, 1989, 1993, 1998, 2002, 2009, 2015, 2017.
- Copa Houphouët-Boigny (10): 1979 ,1981, 1982, 1986, 1987, 1988, 1989, 1991, 1993, 2003

### Torneos internacionales oficiales (3)
- Recopa Africana (2): 1992, 1999
- Supercopa de la CAF (1): 1993

- Subcampeón de la Liga de Campeones de la CAF (1): 1986
- Subcampeón de la Recopa Africana (2): 1980, 1993
- Subcampeón de la Supercopa de la CAF (1): 2000

### Otros torneos internacionales (4)
- Campeonato de Clubes del Oeste de África (3): 1985, 1986, 1991
- Copa Africana del Oeste Francés (1): 1958

## Jugadores

### Jugadores destacados
| - Seydou Traoré - Joseph-Antoine Bell - Emmanuel Kenmogne - Rémi Adiko - Oussou Konan Anicet - Patrice Lago Bailly - Sékou Bamba - Yacouba Bamba - Anderson Bankole - Angoua Brou Benjamin - Lacina Dao - Serge Die - Ali Doumouya - Olivier Ottro Gnakabi - Arsene Hobou - Abdul Kader Keïta - Fadel Keïta | - Losseni Komara - Yacouba Komara - Ibrahima Koné - Tiassé Koné - Narcisse Téa Kouyo - Gnéto Kpassagnon - Serge-Alain Liri - Edgar Loué - Rufin Biagné Lué - Serge Alain Maguy - Jonas Meyer - Pascal Miézan - Séry Mogador - Georges Lignon Nagueu - Macaire Obou - Ahmed Ouattara - Jean Michaël Seri | - Jean-Jacques Tizié - Ahmed Toure - Eugene Beugré Yago - Kwame Ayew - George Weah - Stephen Keshi - Anthony Nwaigwe - Gabriel Okolosi - Thompson Oliha - Ishola Shuaibu - Rashidi Yekini - Ishmael Dyfan - Brima Mazolla Kamora - Kossi Agassa - Franck Atsou - Peter Kaumba |

## Entrenadores

### Entrenadores famosos
- Ibrahim Sunday (c.1992)
- Yeo Martial (1999–01)
- Christian Zermatten (1999–02)
- François Zahoui (2005)
- Francesco Moriero (2006–07)
- Salvatore Antonio Nobile (2007–09)
- Gianni Bortoletto (2009–)
- Mamadou Kéita